# Wiesbach (Pfalz)

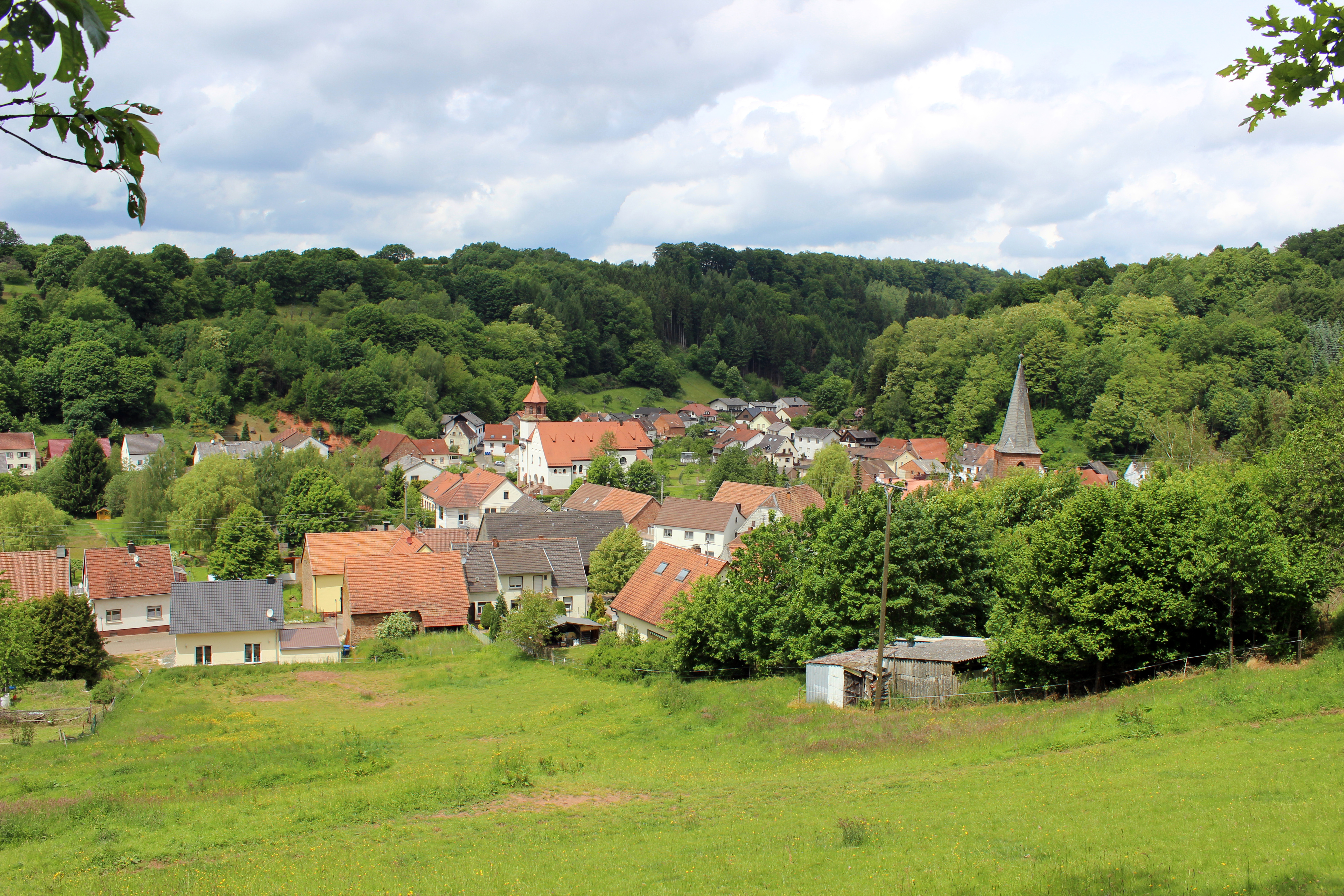
Blick auf Wiesbach

Wiesbach ist eine Ortsgemeinde im Landkreis Südwestpfalz in Rheinland-Pfalz. Sie gehört der Verbandsgemeinde Zweibrücken-Land an.

## Geographie
Wiesbach liegt in einer Senke der Sickinger Höhe am Zusammenfluss mehrerer Bäche zum zunächst noch Wiesbach genannten Auerbach. Die umgebenden, teils schluchtartigen Täler sind bewaldet, während die Höhen von Ackerland bedeckt sind. Westlich des Siedlungsgebiets verläuft der Nesselbach, der von links den Engtalbach aufnimmt.

## Geschichte
Wiesbach lag im frühen und hohen Mittelalter im Überschneidungsbereich zweier Einflusssphären mit den Hauptorten Hornbach und (Kaisers-)Lautern. Es gehörte zum Bliesgau und zur Diözese Metz, die Abtei Hornbach besaß Rechte in oder um Wiesbach, die in der ältesten erhaltenen Urkunde von 1269 deutlich werden. Dort ist von homines Sancti Pirminii in valle Wisebach (Pirminsleuten, also Hornbacher Leibeigenen im Wiesbachtal) die Rede. Stärker erwies sich der Einfluss des Reichshofs Lautern, auf dessen Initiative wohl (im 9. oder 10. Jahrhundert) die Rodungstätigkeiten zurückgingen, die zur Gründung des Dorfs führten. Das Patronat über die Pfarrkirche gehörte als Reichslehen den Herren von Hohenecken, die es 1279 der Deutschordenskommende Einsiedel bei Kaiserslautern schenkten. Im Prozess der Auflösung des Reichslandes seit dem beginnenden 14. Jahrhundert gelangte Wiesbach, auf dessen ausgedehnter Gemarkung die beiden Siedlungen Felsbach und Krähenborn entstanden, zur Herrschaft Landstuhl, die sich seit 1466 teilweise, seit 1519 ganz in der Hand der Junker von Sickingen befand. Im Zuge von Rechtsbereinigungen wurde Wiesbach mit Felsbach und Krähenborn am 24. Oktober 1589 (alten Stils) gegen den Queidersbacher Hof und das Dorf Mittelbrunn von Sickingen an das Fürstentum Pfalz-Zweibrücken vertauscht, bei dem es bis zum Ende des 18. Jahrhunderts verblieb. Felsbach fiel um die Wende vom 16. zum 17. Jahrhundert wüst, der Hof Krähenborn entstand nach dem Dreißigjährigen Krieg als Krähenberg neu.
Von 1797 bis 1814, als die Pfalz Teil der Französischen Republik (bis 1804) und anschließend Teil des Napoleonischen Kaiserreichs war, war Wiesbach in den Kanton Homburg eingegliedert und gehörte zur Mairie Käshofen. 1815 hatte der Ort insgesamt 395 Einwohner. Aufgrund der territorialen Neuordnung Deutschlands durch den Wiener Kongress (1814/15) kam der südliche Teil des vormals französischen linken Rheinufers und damit auch Wiesbach als Bayerischer Rheinkreis (seit 1835 Pfalz genannt) zum Königreich Bayern. Es gehörte bis 1920 zum Landkommissariat bzw. Bezirksamt Homburg.
Da ein Teil des Bezirksamts – einschließlich Homburg selbst – 1920 dem neu geschaffenen Saargebiet zugeschlagen wurde, wechselte der Ort ins Bezirksamt Zweibrücken. Ab 1939 war der Ort Bestandteil des Landkreises Zweibrücken. Nach dem Zweiten Weltkrieg wurde Wiesbach innerhalb der französischen Besatzungszone Teil des damals neu gebildeten Landes Rheinland-Pfalz. Im Zuge der ersten rheinland-pfälzischen Verwaltungsreform wechselte sie 1972 in den Landkreis Pirmasens (ab 1997 Landkreis Südwestpfalz) und wurde im selben Jahr der neugeschaffenen Verbandsgemeinde Zweibrücken-Land zugeordnet.

## Politik

### Gemeinderat
Der Gemeinderat in Wiesbach besteht aus acht Ratsmitgliedern, die bei der Kommunalwahl am 9. Juni 2024 in einer Mehrheitswahl gewählt wurden, und dem ehrenamtlichen Ortsbürgermeister als Vorsitzendem.

### Bürgermeister
Klaus Buchmann wurde am 7. August 2019 Ortsbürgermeister von Wiesbach. Bei der Direktwahl am 26. Mai 2019 war er mit einem Stimmenanteil von 78,39 % gewählt worden. Bei der Direktwahl am 9. Juni 2024 wurde er als einziger Bewerber mit 81,3 % für weitere fünf Jahre wiedergewählt.
Buchmanns Vorgänger war Emil Mayer.

### Wappen
| Wappen von Wiesbach | Blasonierung: „In viergeteiltem Schild rechts oben in Schwarz fünf silberne Rollen 2:1:2, links oben in Silber ein rotes Mühlrad, rechts unten in Silber ein roter schrägliegender Krummstab und links unten in Schwarz ein goldener rotbewehrter und -bezungter Löwe.“ |
| Wappen von Wiesbach | Wappenbegründung: Drei der vier Wappensymbole verweisen auf die Geschichte des Dorfes. Die silbernen „Bollen“ sind das sickingische Familienwappen und erinnern an die Zugehörigkeit Wiesbachs zur Herrschaft Landstuhl bis zur Vertauschung an das Fürstentum Pfalz-Zweibrücken im Herbst 1589. Für dieses steht der goldene Pfälzer Löwe, der sich auch in den Landeswappen von Rheinland-Pfalz und dem Saarland findet. Der Krummstab nimmt Bezug auf das älteste bekannte Dokument mit dem Ortsnamen Wiesbach, in dem von Leibeigenen des Klosters Hornbach die Rede ist; da die Abtei nicht mehr existiert, steht der Stab nicht aufrecht, sondern liegt schräg. Das Mühlrad schließlich bezieht sich auf die Tatsache, dass in Wiesbach zwei Mühlen betrieben wurden, die obere oder Dorfmühle wohl schon seit frühester Zeit, die untere oder Etzenbacher Mühle seit etwa 1550. Sie wurde nach der Zerstörung im Dreißigjährigen Krieg 1754 wiedererrichtet, dann allerdings auf Käshofer Gemarkung. Das Wappen wurde 1982 durch die Bezirksregierung Rheinhessen-Pfalz verliehen. |

## Kultur und Sehenswürdigkeiten

### Kulturdenkmäler
Vor Ort existieren insgesamt zehn Objekte, die unter Denkmalschutz stehen, darunter die folgenden:
- Burg

Über die Wiesbacher Burg gibt es keine direkten Zeugnisse. Ihre Entstehungszeit dürfte ins 12. oder 13. Jahrhundert fallen. Die topographischen Gegebenheiten sprechen für eine Verteidigungsanlage, ebenso der markante Halsgraben an der Nordseite – immerhin lag Wiesbach an der Grenze des Kaiserslauterer Reichslands. Auch administrative Funktionen sind denkbar, etwa als Sitz der Verwaltung der 24 ursprünglichen (Rodungs-)Huben, die mit dem 1297 bezeugten königlichen officium in Zusammenhang stehen. Die erste Erwähnung der Burg in der Neuzeit stammt von Jonas Erikson Sundahl, der zu Beginn der 1710er Jahre die herrschaftlichen und gemeindlichen Waldungen des Oberamts Zweibrücken aufnahm. Im 1717 approbierten Protokoll heißt es über den Wiesbacher Burgwald: „… stoßt vorn auff einen alten burg Wovon die Rudera, absonderl. der tieffe Graben so in dem felsen eingehauen, zu sehen auff dieser burg stehen jetzo große dicke eichen“ (Landesarchiv Speyer B 2 406/5, fol. 139 v). Die wenigen noch vorhandenen Reste verfallen zusehends.

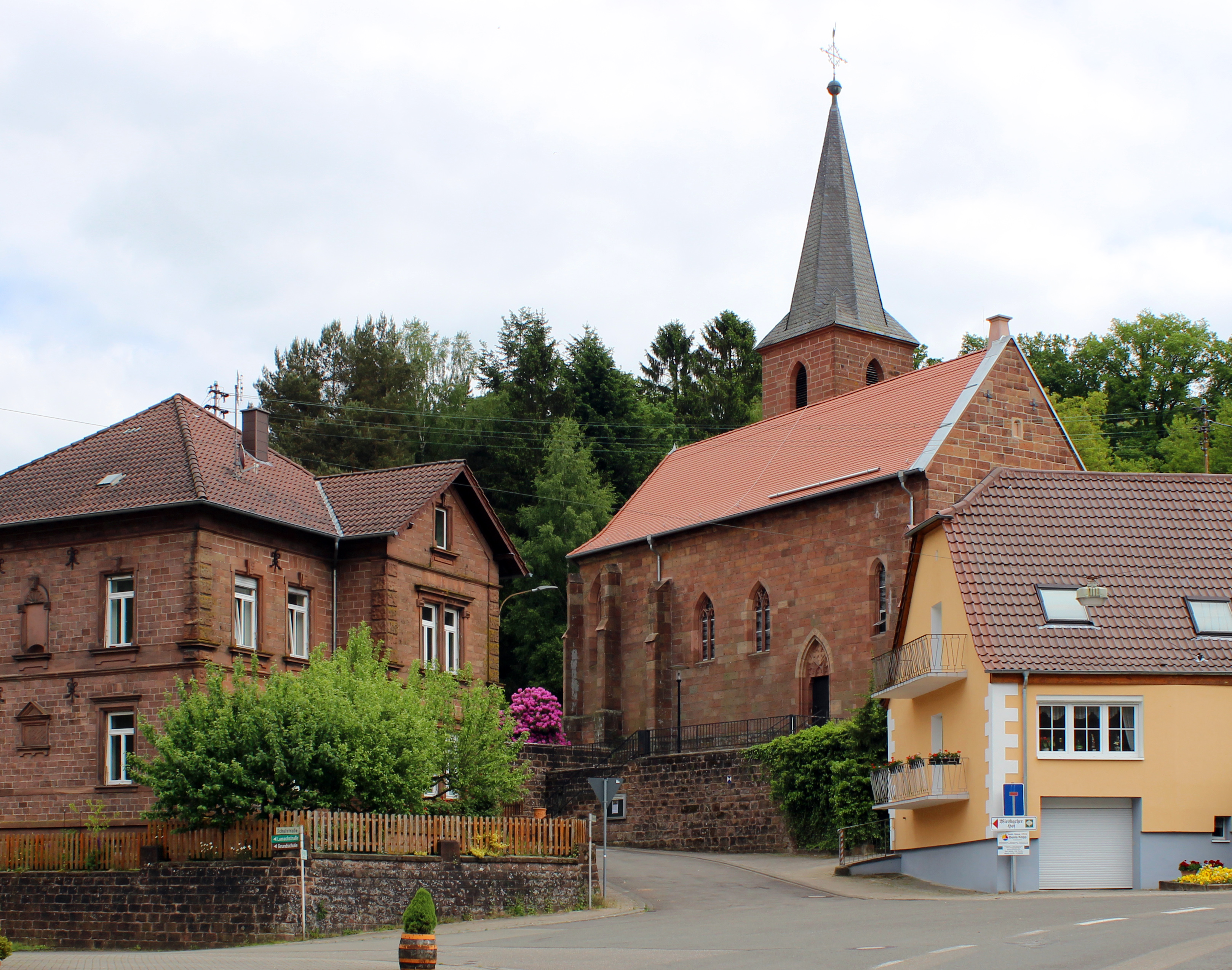
Protestantische Dietrich-Bonhoeffer-Kirche

- Evangelische Pfarrkirche

Eine Pfarrkirche existierte in Wiesbach in erhöhter Hanglage am Ostrand des Dorfes bereits vor dem Jahr 1000. Auf ihren Mauern erhebt sich der zweischiffige gotische Flachdeckenbau der Dietrich-Bonhoeffer-Kirche, bestehend aus vier Achsen mit einjochigem gewölbtem Chor und Fünfachtelschluss. Seine Errichtung wird in die erste Hälfte des 14. Jahrhunderts datiert, als das Dorf Teil des Kaiserslauterer Reichslandes war. Von daher erklären sich architektonische Ähnlichkeiten mit der Lauterer Stiftskirche.

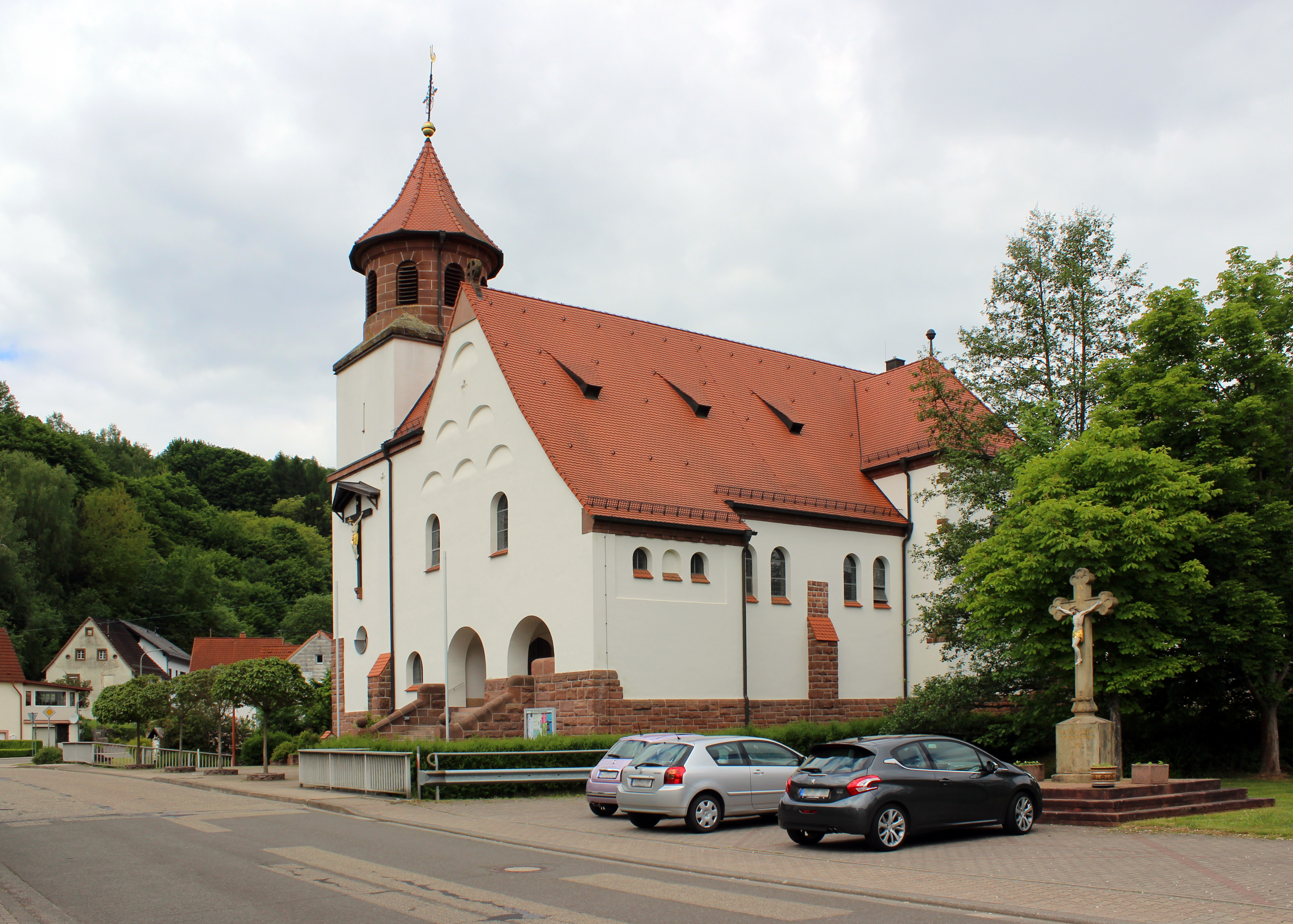
Katholische Pfarrkirche Maria Himmelfahrt

- Katholische Pfarrkirche Maria Himmelfahrt

Sie wurde von 1912 bis 1914 nach Plänen des Architekten Eugen Dünbier (1878–1941) erbaut und weist Elemente von Heimat- und Jugendstil auf. In den 1990er Jahren wurde der in konziliarem Eifer entfernte Hochaltar originalgetreu rekonstruiert. Das Geläut besteht aus drei Glocken in den Tönen fis' – a' – h' von Albert Junker aus Brilon. Sie wurden 1952 als Sonderbronzeglocken gegossen.

### Natur
Innerhalb der Gemeindegemarkung existieren drei Naturdenkmale.

## Wirtschaft und Infrastruktur

### Wirtschaft
Wiesbach verfügt noch über Einrichtungen der Grundversorgung, so über einen Tante-Emma-Laden, eine Landmetzgerei und ein Restaurant.

### Verkehr
Durch den Ort führt die Landesstraße 467. Von dieser zweigt die Kreisstraße 66 nach Winterbach ab.
Entlang der Bahnstrecke Mannheim–Saarbrücken existierte von 1892 bis 1959 der nahe Bahnhof Eichelscheid, der einigen Umlandgemeinden, darunter Wiesbach, diente.

### Öffentliche Einrichtungen
- Carl-Orff-Grundschule Wiesbach
- Kindergarten
- Freiwillige Feuerwehr

Darüber hinaus ist die Gemeinde Sitz der Deutschen Humanitäre Stiftung.

## Persönlichkeiten

### Ehrenbürger
- 24. Februar 2016: Anton Buchmann (* 2. August 1931 in Martinshöhe), Bundesbahnbeamter (a. D.), verliehen in Anerkennung seiner Verdienste für die Ortsgemeinde Wiesbach. Er war Ortsbürgermeister (1979–1999), Mitglied des Gemeinderates (1974–1979) und des Verbandsgemeinderates Zweibrücken-Land. In diesen Jahren hat er das Ortsbild vielseitig geprägt. Insbesondere beim Ausbau der Straßen, der Erweiterung des Kindergartens, beim Neubau des Friedhofes und der Leichenhalle.[10]

### Söhne und Töchter der Gemeinde
- Ludwig Grub (1930–2007), Maler, Bildhauer und Grafiker

### Personen, die vor Ort gewirkt haben
- Johann von Witerßhuesen († nach 1450), Deutschordens-Ritter, trug um 1445 vor Ort einen Streit aus. (Dies ist unwahrscheinlich. Es dürfte sich hierbei um Pfaffenwiesbach handeln.)
- Johann Michael Schang (1757–1842), Priester, war von 1781 bis 1802 in Wiesbach Pfarrer.
- Johannes Kriebitzsch (1857–1938), Glasmaler, bemalte 1914 die Fenster in der örtlichen Mariä Himmelfahrt-Kirche.
- Erich Bürger (1902–1994), Gitarrist und Musikpädagoge, starb vor Ort.
- Margot Stempel-Lebert (1922–2009), Bildhauerin, schuf in der protestantischen Kirche ein Bronze-Kruzifix.
- Markus Conrad (* 1973), Politiker (CDU), besuchte die örtliche Grundschule.